# Kunstacademie Haarlem
De Kunstacademie Haarlem (KH) is een particuliere en onafhankelijke academie voor beeldende kunst voor de regio Haarlem-Alkmaar-Amsterdam. De academie is opgericht als kunstenaarsinitiatief "voor en door kunstenaars" als alternatief voor het door de overheid gereguleerde HBO-kunstonderwijs. Deze academie vormt organisatorisch één geheel met de Kunstacademie Leiden.
Het lesaanbod (zowel overdag als 's avonds) omvat opleidingen, cursussen en workshops op het gebied van schilderen, tekenen, grafische kunst, ruimtelijke kunst, computerkunst, webdesign, kunstgeschiedenis en kunstfilosofie. Er is een vijfjarige vakopleiding, waarvan de onderdelen ook "los" te volgen zijn, bijvoorbeeld als jaarcursus.

## Geschiedenis
De Kunstacademie Haarlem is een initiatief van de beeldend kunstenaars Pieter Berkhout en Fokelien Faber. Zij vestigden de academie in 1991 aanvankelijk onder de naam Vrije Academie Kennemerland. Samen met de bestuursleden Nico Kamberg en Marijanne Richel hebben zij het concept uitgewerkt tot een alternatieve kunstacademie met 500 leerlingen, 35 docenten en een eigen status binnen het kunstvakonderwijs. De oorspronkelijke naam is in 2004 veranderd in Kunstacademie Haarlem.